# Acytolepis myla
Acytolepis myla är en fjärilsart som beskrevs av Hans Fruhstorfer 1909. Acytolepis myla ingår i släktet Acytolepis och familjen juvelvingar. Inga underarter finns listade i Catalogue of Life.